# テオ・デ・ラート
テオ・デ・ラート（Theo de Raadt, 英語での発音は /ˈθiːoʊ dεˈrɔːt/。1968年5月19日 - ）は、カナダ在住のソフトウェア開発者。カルガリー大学でコンピュータ科学を専攻し1992年に学士号を取得した。南アフリカのプレトリア出身。
OpenBSDプロジェクトおよびOpenSSHプロジェクト代表。NetBSDプロジェクト創始者の一人でもあったが、メンバーとの軋轢のためプロジェクトを追放され、独自にOpenBSDプロジェクトを開始した。そのフリーソフトウェアに対する信念や、容赦しない議論スタイルのためにこれまで多くの論争をひき起こしてきたことでも知られている。
2004年度FSFフリーソフトウェア賞を受賞。
テオ・デ・ラート（および彼の率いるOpenBSDプロジェクト）はおもにセキュリティの分野で名高いが、彼らはまたフリーなデバイスドライバ（コンピュータの周辺機器を動かすために必要な、オペレーティングシステムのソフトウェアの一部）を追求していることでも有名である。無線LANデバイスにおいては、とりわけ台湾のメーカーと交渉し何種類ものフリーなドライバを作製することに成功している。テオはフリーでないドライバを作製するために守秘義務契約書に署名するLinux開発者を批判している。